# Marek Andrzej Inglot
Marek Andrzej Inglot (Brzozów, 25 marzo 1961) è un gesuita polacco, presidente del Pontificio comitato di scienze storiche dal 2023.

## Biografia
Marek Andrzej Inglot è nato nel 1961 a Brzozów.
Nel 1980 entrò nella Compagnia di Gesù, in cui venne ordinato presbitero il 29 giugno 1988 ed emise i voti perpetui il 22 agosto 1997.
Dal 1993 insegna alla facoltà di Storia e Beni Culturali della Chiesa alla Pontificia Università Gregoriana di Roma, in cui nel 1995 conseguì il dottorato in Storia della Chiesa; è stato decano della stessa facoltà a partire dal 2016 e di nuovo dal 2019.
Dal 17 marzo 2020 è membro del Pontificio comitato di scienze storiche, che presiede dal 14 settembre 2023 su nomina di papa Francesco.
È stato consultore del Dicastero delle cause dei santi e direttore dell'Archivio Romano della Compagnia di Gesù. Come storico si è occupato di Jakob Wujek, Karol Antoniewicz e delle vicende storiche dei gesuiti nell'Impero russo.
Il 9 novembre 2015 venne insignito dell'Ordine della Polonia restituta presso l'ambasciata polacca nella Santa Sede per mano del presidente Andrzej Duda.

## Opere
- La Compagnia di Gesù nell'Impero Russo (1772-1820) e la sua parte nella restaurazione generale della Compagnia, collana Miscellanea Historiae Pontificiae, n. 63, Roma, Editrice Pontificia Università Gregoriana, 1997.